# Boutteville
Boutteville är en kommun i departementet Manche i regionen Normandie i norra Frankrike. Kommunen ligger i kantonen Sainte-Mère-Église som tillhör arrondissementet Cherbourg. År 2022 hade Boutteville 59 invånare.

## Befolkningsutveckling
Antalet invånare i kommunen Boutteville
| Referens: INSEE |